# Seznam slovenskih matematikov
Seznam slovenskih matematikov.

## A
- Matija Ahacel (1779–1845)
- France Ahlin (1905–1977)
- Mišo (Vladimir) Alkalaj (1952–)
- Anton Ambschel (1749–1821)
- Leopold Andrée (1879–1952)
- Radovan Andrejčič (1931–2010)
- Lilijana Arih (1942–)
- France Avsec (1930–2008)

## B
- Dušan Babič
- Robert Bakula (1963–)
- Iztok Banič
- Nino Bašić
- Vladimir Batagelj (1948–)
- Davide Batič (1971–)
- Andrej Bauer (1971–)
- Mojca Bavdaž
- Jože Benčina (matematik)
- Dominik Benkovič
- Katja Berčič
- Bogomil Bergant (?—2014)
- Janez Bernik (1967–)
- Lojze Bernik (1908–1985)?
- France Bezjak (1909–1990)
- (Aleksander Bilimovič 1876–1963)
- Josip Birsa (1893–1957)
- Ivan Bizjak (1956–2023)
- Andrej Blejec (1953–)
- Marijan Blejec (1919–1992)
- Marko Boben (1973–)
- Ludvik Bogataj (1949–2009)
- Marija Bogataj (1950–)
- Zvonimir Bohte (1935–)
- Drago Bokal (1978–)
- Barbara Boldin (1976-)
- Velimir Bole (1947–)
- Mirjam Bon Klanjšček (1954–)
- Janko Bračič (1963–)
- Janko Branc (1902–1963)
- Franc Breckerfeld (1681–1744)
- Matevž Bren (1954–)
- Silvo Breskvar (1902–1969)
- Boštjan Brešar (1968–)
- France Brešar (1935–2013)
- Matej Brešar (1963–)
- Zdene Breška (1947–)
- Kristijan Breznik
- Simon Brezovnik
- Andrej Brodnik (1961–)
- Branko Butinar (1947–)

## C
- Kristjan Cafuta (1977–)
- Petra Cajnko (1983–)
- Anton Cedilnik (1949–)
- Josip Celestina (1845–1912)
- Matija Cencelj (1958–)
- Andrej Cergol (1595–1645)
- Boris Cergol
- Gregor Cigler (1967–)
- Jaka Cimprič (1970–)
- Mara Cotič (1954–)
- Karin Cvetko Vah (1975–)

## Č
- Marijan Čadež (1912–2009)
- Franc Čemažar (1899–1978)
- Drago Čepar (1946–)
- Miran Černe (1963–)
- Vladimir Černe (1904–1961)
- Jože Andrej Čibej (1953–2011)
- Jernej Čopič (1975–)
- Venčeslav Čopič (1893–1980)
- Matevž Črepnjak
- Anton Črnivec (1856–1936)

## D
- France Dacar (1947 -)
- Srečko Devjak (1947–)
- Mirko Dobovišek (1951–)
- Jožica Dolenšek (1935/6–)
- David Dolžan
- Vilko Domajnko
- Lovro Dretnik (1977–)
- Barbara Drinovec Drnovšek  (1971–)
- Roman Drnovšek (1966–)
- Andreja Drobnič Vidic (1969–)

## Đ
- Igor Đukanović

## E
- Daniel Eremita

## F
- Darjo Felda (1956–)
- Liljana Ferbar (1969–)
- Franc Ferjan (1885-1964)
- Karla Ferjančič
- Anuška Ferligoj (1947–)
- Gašper Fijavž
- Janez Dizma Florjančič de Grienfeld (1691–1757)
- Franc Forstnerič (1958–)
- Ajda Fošner
- Maja Fošner
- Johannes Frischauf (1837–1924)

## G
- Boštjan Gabrovšek
- Ludvik Gabrovšek (1910–1988)
- Franc Galič (1929–1982)
- Josip Globevnik (1945–)
- Darja Govekar Leban (1964–)
- Janez Grad (1933–)
- Gregor Grasselli
- Jože Grasselli (1924–2016)
- Mateja Grašič
- Janko Gravner (1960–)
- Aleksander Grm (1972–)
- Jan Grošelj
- Rudolf Grošelj - "Fiči" (1880–1942)
- Teodor Grudinski

## H
- Izidor Hafner (1949–)
- Peter Hafner (1958–2009)
- Melita Hajdinjak (1977–)
- Ferdinand Avguštin Hallerstein (1703–1774)
- Herman Koroški (~1100–1160~)
- Milan Hladnik (1950–)
- Franc Hočevar (1853–1919)
- Mladen Houška
- Irena Hrastnik Ladinek
- Bojan Hvala (1961–)
- Dušan Hvalica (1950–)

## I
- Stane Indihar (1941–2009)
- Barbara Ikica
- Vesna Iršič (1993–)
- Martin Ivanetič

## J
- Gašper Jaklič (1975–)
- Jurij Jaklič (1967–)
- Marko Jakomin (1967–2011)
- Primož Jakopin (1949–)
- Rajko Jamnik (1924–1983)
- Dušanka Janežič (1952–)
- Barbara Japelj Pavešić
- Blaž Jelenc (1981–)
- Jožef Jenko (1776–1858)
- Fran Jeran (1881–1954)
- Marjan Jerman (1972–2020)
- Jože Jesenko (1943–)
- Urban Jezernik
- Borut Jurčič Zlobec (1947?-)
- Aleksandar Jurišić (1963–)
- Majda Jurkovič
- Martin Juvan (1966–)

## K
- Milan Kac (1924–2010)
- Marko Kandić (1983–)
- Tadej Kanduč
- Jure Kališnik (1980–)
- Ivan Kavkler (1946–)
- Iztok Kavkler (1975–)
- Bogdan Kejžar
- Aleksander Kelenc
- Sandi Klavžar (1962–)
- Igor Klep (1978–)
- Tomaž Klinc (1938–)
- Ivan Klodič (1828–1898)
- Andrej Kmet (1943–)
- Žiga Knap (1937–)
- Marjeta Knez (r. Krajnc) (1978–)
- Damjan Kobal (1962–)
- Andrej Kobav (1593–1654)
- Damjana Kokol Bukovšek
- Matej Kolar (1969–)
- Dejan Kolarič (1978–)
- Martina Koman (1931–2021)
- Matjaž Konvalinka
- Simona Korenjak Černe (1964–)
- Tomaž Kosem (1980–)
- Irena Kosi Ulbl (1968–)
- Aleksey/Oleksy Kostenko (?)
- Andrej Košir
- Pavla Košir (1914–2015)
- Tomaž Košir (1962–)
- Katarina Košmelj (1955–)
- Joahim Košutnik (1714–1789)
- István Kovács (1969–)
- Gregor Kovačič (1960–)
- Matjaž Kovše (1980–)
- Jernej Kozak (1946–)
- Marjeta Krajnc = Marjeta Knez
- Edvard Kramar (1947–2021)
- Marjeta Kramar Fijavž (1973–)
- Marko Kranjc (1952–)
- Josip Križan (1841–1921)
- France Križanič (1928–2002)
- Bogdan Krušič (1933–2017)
- Igor Kukavica (1964–)
- Klemen Kukec (?–1541)
- Teo Kukuljan (1994–)
- Karel Kunc (1879–1950)
- Ivan Kuščer (1918–2000)
- Klavdija Kutnar (1980–)
- Bojan Kuzma
- Boštjan Kuzman (1976–)
- Uroš Kuzman (1984–)

## L
- Ivo Lah (1896–1979)
- Leon Lampret ?
- Vito Lampret (1943–)
- Boris Lavrič (1955–)
- Luka Lavtar (1846–1915)
- Franc Lebedinec (1932-2023)
- Peter Legiša (1950–)
- Lado Lenart (1941-)
- Jože Lep (1928–2013)
- Gorazd Lešnjak (1953–)
- Bojan Logar (1948–1999)
- Matija Lokar (1962–)
- Dragan Lukman
- Anton Leskovšek
- Žiga Lukšič
- Lara Lusa

## M
- Bojan Magajna (1955–)
- Zlatan Magajna (1955 -)
- Jože Malešič (1945–)
- Aleksander Malnič (1954–)
- Vida Manfreda Kolar (1969–)
- Tilen Marc
- Leila Marek Crnjac (1957–)
- Franc Marinček (1933–1990)
- Janez Markelj
- (Olga Markič)
- Janko Marovt
- Dorjan Marušič (1957–)
- Dragan Marušič (1953–)
- Nadja Marušič
- Miklavž Mastinšek (1951–)
- Blaž Matek (1852–1910)
- Josip Mazi (1872–1935)
- Vinko Medic
- George Mejak
- Matej Mencinger
- Ivan Meško (1933–2019)
- Igor Meze
- France Mihelič (1952–)
- Milan Miklavčič (195#?–) (ZDA)
- Štefko Miklavič (1971–)
- Martin Milanič
- Dragoljub M. Milošević?
- Pavlina Mizori Oblak (1937–)
- Uroš Milutinović (1954–)
- Štefan Močilnik (1928–1996)
- Franc Močnik (1814–1892)
- Franc Močnik (1907–2000)
- Dušan Modic (1927–2022)
- Bojan Mohar (1956–)
- Ivan Molinaro (1903–1988)
- Primož Moravec (1975–)
- Veno Mramor
- Než(k)a Mramor Kosta (1954–)
- Janez Mrčun (1966–)
- Marija Munda (1932–2012)

## N
- Ignac(ij) (Nace) Nadrah (1942–) (računalnikar)
- Josip Nejedli (1821–1919)
- Jože Nemec (1943–)
- Andrej Novak (1933–2019)
- Tina Novak (1977–)

## O
- Polona Oblak (1978–)
- Irena Ograjenšek
- Janez Jakob Olben (1643–1725)
- Matjaž Omladič (1950–)
- Vesna Omladič (1950–)
- Bojan Orel (1953–)
- Marko Orel (1980–)

## P
- Dušan Pagon (1955–)
- Marko Pahor?
- Petar Pavešić (1964–)
- Gregor Pavlič (1954–)
- Anton Pavšič/Pausi (1886–1982)
- Aljoša Peperko  (1979–)
- Zvonko Perat (1945–)
- Matjaž Perc (1979–) fizik
- Mihael Perman (1961–)
- Bernard Pergerl (1440–1501)
- Andrej Perlah (1490–1551)
- Andrej Perne (1979–)
- (Bogomil Pertot 1933-2021)
- Matjaž Pertot (1959–)
- Peter Petek (1944–)
- Tatjana Petek (1963–)
- Iztok Peterin (1974–)
- Anton Peterlin (1866–1912)
- Anja Petković Komel
- Matej Petković
- Marko Petkovšek (1955–2023)
- Jože Petrišič (1947–2023)
- Lovro (Lovrenc) Pičman (1929–2022)
- Marija Pihlar?
- Vladimir Pilgram 1907-1978
- Karol Pirjevec (1883–1961)
- Tomaž Pisanski (1949–)
- Valentin Pivk (1933–2021)
- Josip Plemelj (1873–1967)
- Bor Plestenjak (1970–)
- Lucijan Plevnik
- Gregor Podlogar (1994–)
- Aleksander Potočnik (1956–)
- Primož Potočnik (1971–)
- Josip/Jože Potokar (1900 - 1952), prof.
- Janez Povh (1973–)
- Jože Povšič (1907–1985)
- Matija Pretnar (1982–)
- Jasna Prezelj Perman (1970–)
- Andreja Prijatelj (1953–2002)
- Niko Prijatelj (1922–2003)
- Ivan Pucelj (1930–)
- (Franci Pušavec)

## R
- Martin Raič (1973–)
- Janez Rakovec (1949–2008)
- Pavla Ranzinger (1933-2014)
- Marko Razpet (1949–)
- Dušan Repovš (1954–)
- Marijan Ribarič (1932–2022)
- Boštjan Rode (1942–)
- Valerij Romanovskij (1961–)
- Brigita Rožič
- Marina Rugelj (1964–)
- Darja Rupnik Poklukar (1969–)
- Viljem Rupnik (1933–)
- Edmond Rusjan (1959–)
- Nina Ružić Gorenjec

## S
- Oton Sajovic (1907–1996)
- Pavle Saksida (1960–)
- Franc Savnik (1940–)
- Janez Krstnik Schoettl (1724–1777)
- Aleksander Simonič (1961–)
- Marjan Skrbinšek (1913–1974)
- Tomislav Skubic (1930–1996)
- Jure Slak
- Marko Slapar (1973–)
- Tomaž Slivnik (1948–)
- Jaka Smrekar
- Marko Sodnig (1729–1800)
- Andrej Srakar (1975–)
- Mihael Fidel Sreš (1885–1959)
- Janez Stare (1952–)
- Jožef Stefan (1835–1893)
- Konrad Stefan (1854–1909)
- Boštjan Steiner (1680–1748)
- Miha Stopar (1983–)
- Leopold Karol Schulz pl. Strassnitzki (1803–1852)
- Rok Strašek (1972–)
- Sašo Strle (1966–)
- Jasna Strnad
- Milena Strnad
- Anton Suhadolc (1935–)
- Irena Swanson

## Š
- Anton Šantel (1845–1920)
- Gregor Šega (1974–)
- Peter Šemrl (1962–)
- Klemen Šivic
- Marjeta Škapin-Rugelj (1961–)
- Majda Šket
- Riste Škrekovski
- Majda Škrinar Majdič
- Helena Šmigoc
- Simon Špacapan (1978–)
- Primož Šparl (1978–)
- Janez Šparovec (1960)
- Špela Špenko
- Ivan Štalec (1910–1994)
- Janez Štalec (1942–2025)
- Janez Šter
- Jože Štublar (1955-)

## T
- Ivo Tejkal (1880–1941)
- Aleksandra Tepeh
- Karl Tirnberger (1731–1780)
- Gabrijel Tomšič (1937–2016)
- Karel Toš (1687–1737)
- Cveto Trampuž (1935–1999)
- Zvonko Trontelj (1937–)
- Nada Trunk Širca (1957–) ?
- Aleksej Turnšek (1964–)

## U
- Jože Ulčar (1915–1967)
- Aljaž Ule (1973–)
- (Andrej Ule)
- Lan Umek
- Terezija Uran (1935–)
- Stanko Uršič (1917–2000)
- Janez Usenik (1949–)

## V
- Alojzij Vadnal (1910–1987)
- Ludvik Vagaja (1883–1976)
- Marjan Vagaja (1932–2019)
- Anton Vakselj (1899–1987)
- Aleš Vavpetič
- Jurij Vega (1754–1802)
- Vasja Vehovar (1958–)
- Ciril Velkovrh (1935–2017)
- Dejan Velušček
- Marija Vencelj (1941–2020) (častna članica DMFA)
- Ivan Verčko
- Aleksander Vesel (1965–)
- Ivan Vidav (1918–2015)
- Matija Vidmar
- Žiga Virk
- Vito Vitrih
- Jože Vogrinc (1925–1987)
- Aljoša Volčič (1943–)
- Jurij Volčič
- Marina Volk
- Vinko Vovk (1919–1970)
- Jože Vrabec (1940–)
- Matej Vrečer (1702–1758)
- Damjan Vrenčur (1980–)
- Joso Vukman (1946–)

## Z
- Marta Zabret
- Eva Zabric (1959–)
- Egon Zakrajšek (1941–2002)
- Helena Zakrajšek (1965–)
- Borut Zalar
- Aleš Založnik (1954–)
- Boris Zgrablić
- Milan Ziegler (1905–1984)
- Blaž Zmazek (1968–)
- Josip Zohil (1947–2023)
- Nika Zorc
- Darko Zupanc (1960–)
- Rihard Zupančič (1878–1949)

## Ž
- Albin Žabkar (1901–1962)
- Jože Žabkar (1900–1985)
- Emil Žagar
- Amalija Žakelj
- Matjaž Željko
- Janez Žerovnik (1958–)
- Janez Žibert
- Petra Žigert Pleteršek
- Tomislav Žitko (1950–2023)
- Vladimir Žitko (1903–1954)
- Arjana Žitnik (r. Rosina) (1966–)
- Matjaž Žunko